# Rumania en los Juegos Olímpicos de Berlín 1936
Rumanía estuvo representada en los Juegos Olímpicos de Berlín 1936 por un total de 54 deportistas que compitieron en 9 deportes.  
El portador de la bandera en la ceremonia de apertura fue el tirador Serban Manciulescu.

## Medallistas
El equipo olímpico rumano obtuvo las siguientes medallas:
| Nombre              | Deporte | Competición |
| ------------------- | ------- | ----------- |
| Oro                 |         |             |
| —                   |         |             |
| Plata               |         |             |
| Henri Rang (Delfis) | Hípica  | Saltos ind. |
| Bronce              |         |             |
| —                   |         |             |